# Wilkinsburg
Wilkinsburg è un quartiere della contea di Allegheny, in Pennsylvania, Stati Uniti adiacente alla città di Pittsburgh. Il quartiere fu chiamato da John Wilkins, Jr., un ufficiale dell'esercito degli Stati Uniti, segretario della guerra degli Stati Uniti con il Presidente John Tyler dal 1796 al 1802.
La popolazione era di 15.930 al censimento del 2010, avendo perso più di 13.000 nei 70 anni dal 1940, quando furono censite 29.853 persone.

## Demografia
| Anno | numero di abitanti |
| 1900 | 11 886             |
| 1910 | 18924              |
| 1920 | 24 403             |
| 1940 | 29 853             |
| 2000 | 19 196             |

## Geografica

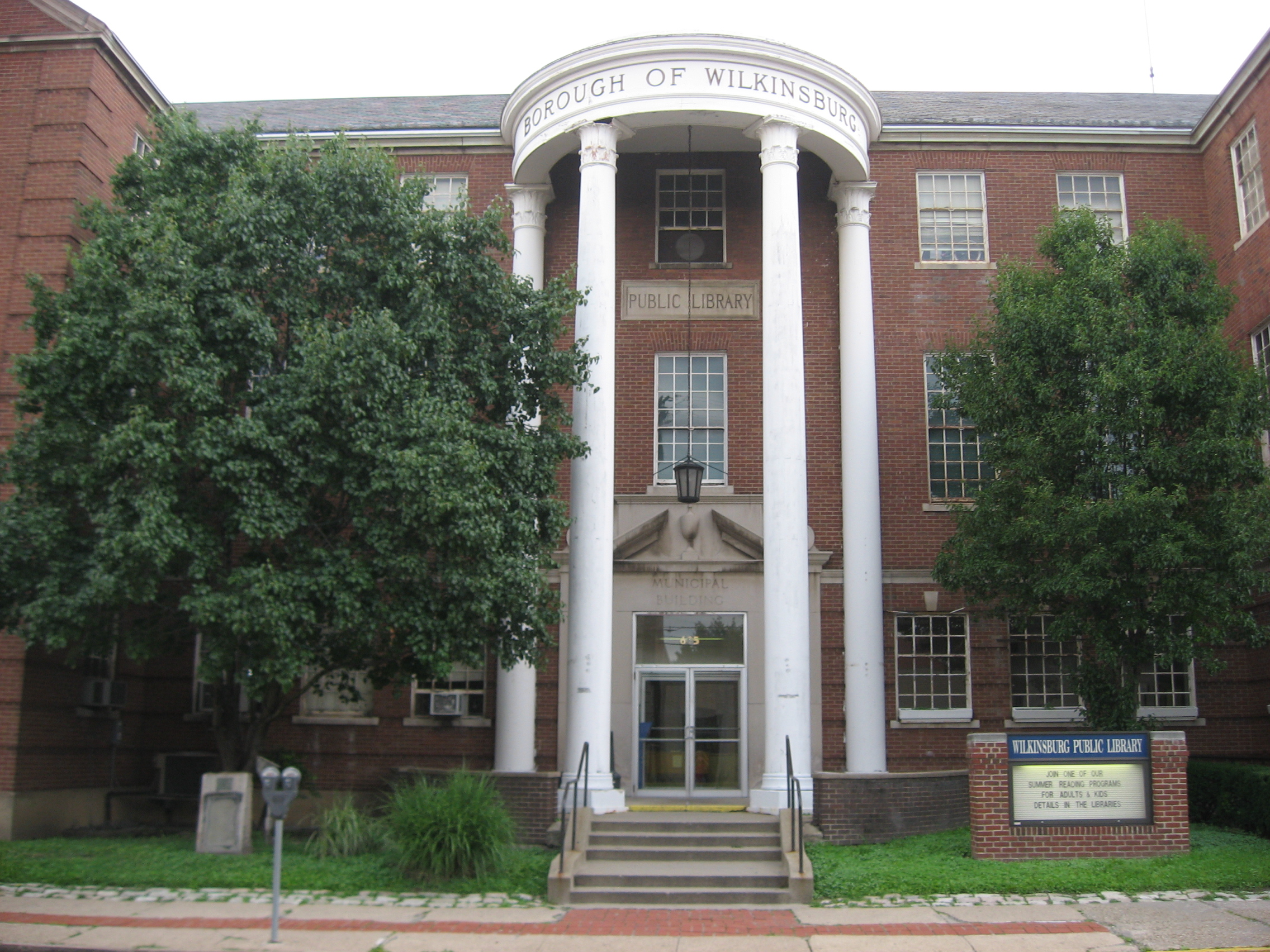
Entrata della biblioteca municipale

La città ha una superficie di 6 km².